# Карпозубообразные
Карпозубообра́зные (лат. Cyprinodontiformes) — отряд в классе лучепёрых рыб.
К этому отряду относятся 1257 видов некрупных (4—15 см) главным образом пресноводных рыб, распространённых в субтропических, тропических и субэкваториальных областях Азии, Африки и Америки. Многие виды ярко и пёстро окрашены, в связи с чем их повсеместно разводят в аквариумах.
Название связано с тем, что карпозубообразные внешне напоминают небольших представителей карповых; однако карпозубообразные имеют зубы на челюстях, чего никогда не бывает у карповых.

## Классификация
В составе отряда выделяют 2 подотряда, 10 семейств и 131 род с 1257 видами:
- Подотряд Аплохейловидные (Aplocheiloidei)
  - Семейство Aplocheilidae — Аплохейловые
  - Семейство Nothobranchiidae — Нотобранхиевые
  - Семейство Rivulidae — Ривуловые
- Подотряд Карпозубовидные (Cyprinodontoidei)
  - Надсемейство Фундулоподобные (Funduloidea)
    - Семейство Profundulidae — Профундуловые
    - Семейство Goodeidae — Гудеевые
    - Семейство Fundulidae — Фундуловые

  - Надсемейство Валенсиеподобные (Valencioidea)
    - Семейство Valenciidae — Валенсиевые

  - Надсемейство Карпозубоподобные (Cyprinodontoidea)
    - Семейство Cyprinodontidae — Карпозубые

  - Надсемейство Гамбузиеподобные (Poecilioidea)
    - Семейство Anablepidae — Четырёхглазковые
    - Семейство Poeciliidae — Пецилиевые

## Фотогалерея

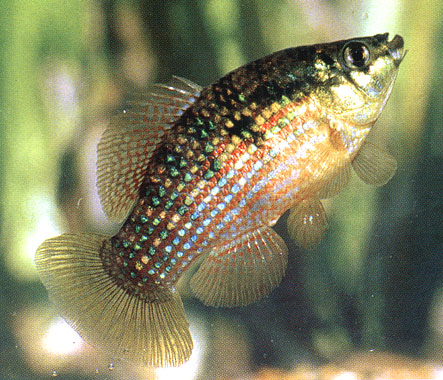
Флоридская джорданелла (Jordanella floridae)
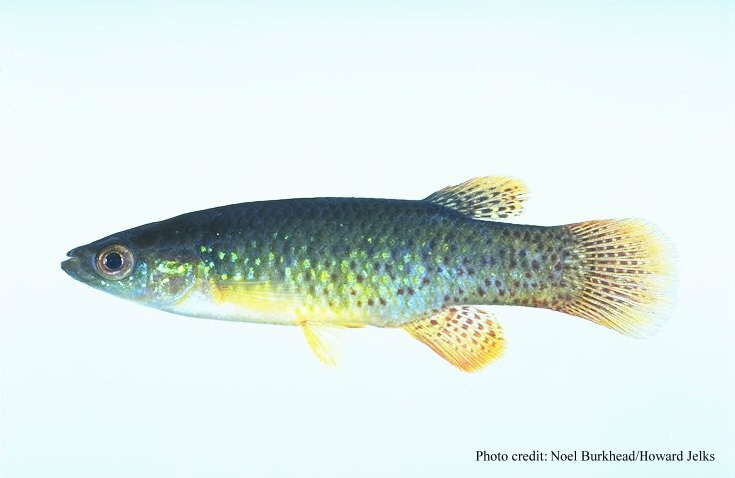
Золотистый фундулюс (Fundulus chrysotus)
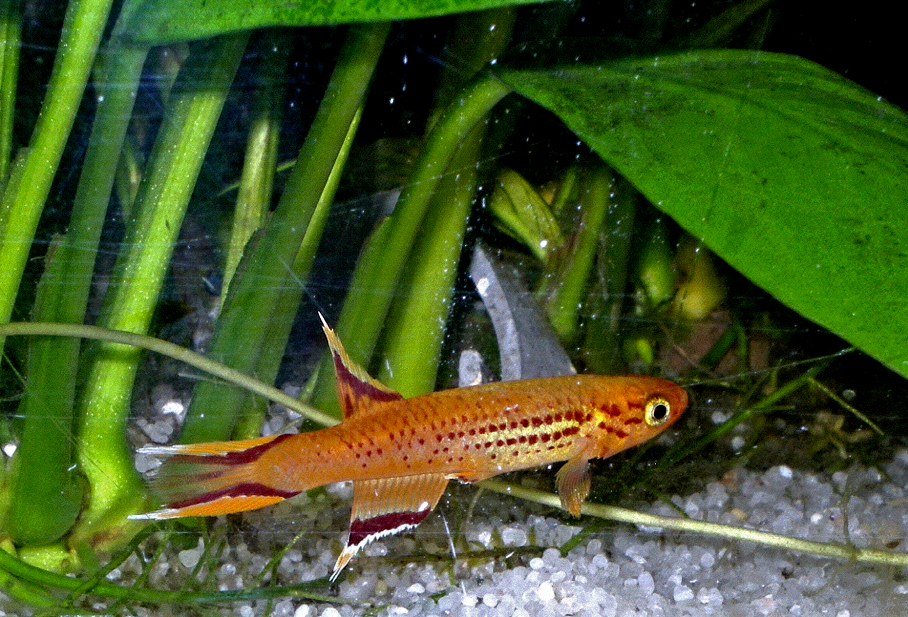
Южный афиосемион (Aphyosemion australe)
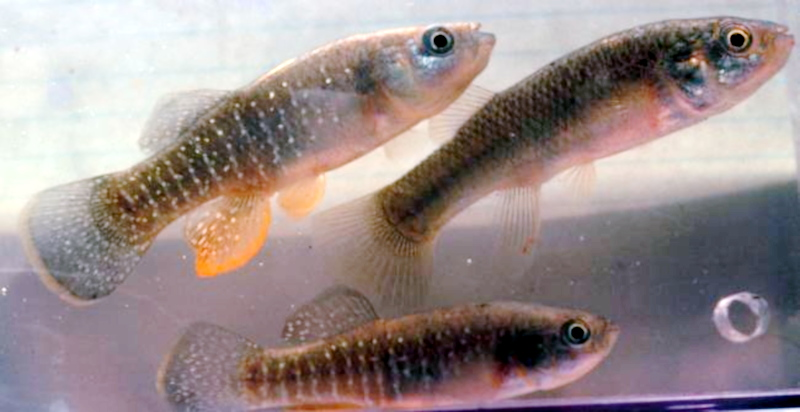
Fundulus heteroclitus